# Fabrice Pauline
Fabrice Pauline (sinh ngày 5 tháng 12 năm 1982) là một cầu thủ bóng đá người Mauritius hiện tại thi đấu cho Curepipe Starlight SC ở Giải bóng đá ngoại hạng Mauritius và cho Đội tuyển bóng đá quốc gia Mauritius ở vị trí tiền vệ. Anh nằm trong đội tuyển quốc gia Mauritius trong Trò chơi điện tử Giải vô địch bóng đá thế giới 2010 chính thức.